# Pique (riu)
El Pique és un riu pirinenc de 33 km de llarg al sud de França, afluent directe del Garona, a la seva riba esquerra. Travessa terres del parçan o comarca occitana del Luishonès, a l'antic comtat del Comenge (Gascunya).
La seva font es troba a la banda nord del port de Benasc, a la frontera amb Espanya. Flueix generalment cap al nord, completament dins del departament de l'Alta Garona. Passa per la ciutat turística de Banhèras de Luishon, Salas e Pratvièlh i Cierp e Gaud. Desemboca finalment a la Garona a Shaum.

## Etimologia
Pren el nom de la muntanya de la qual baixa, el Pic de la Pique (2.394 m). El seu antic nom era la Neste.

## Galeria

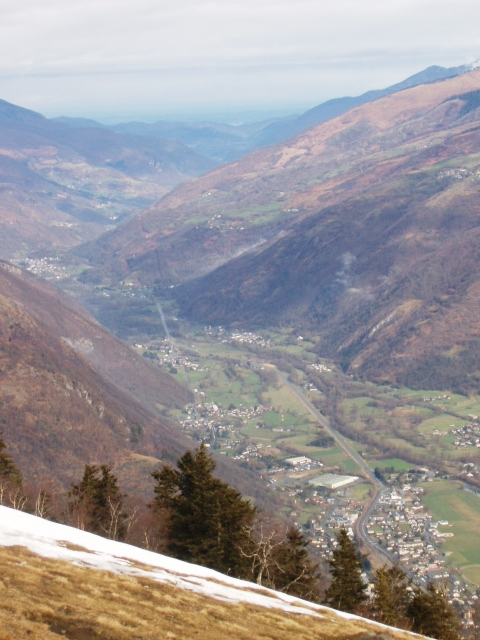
Vall del Pique. Vista de Banhèras de Luishon des de Superbagnères mirant cap a la plana al nord.
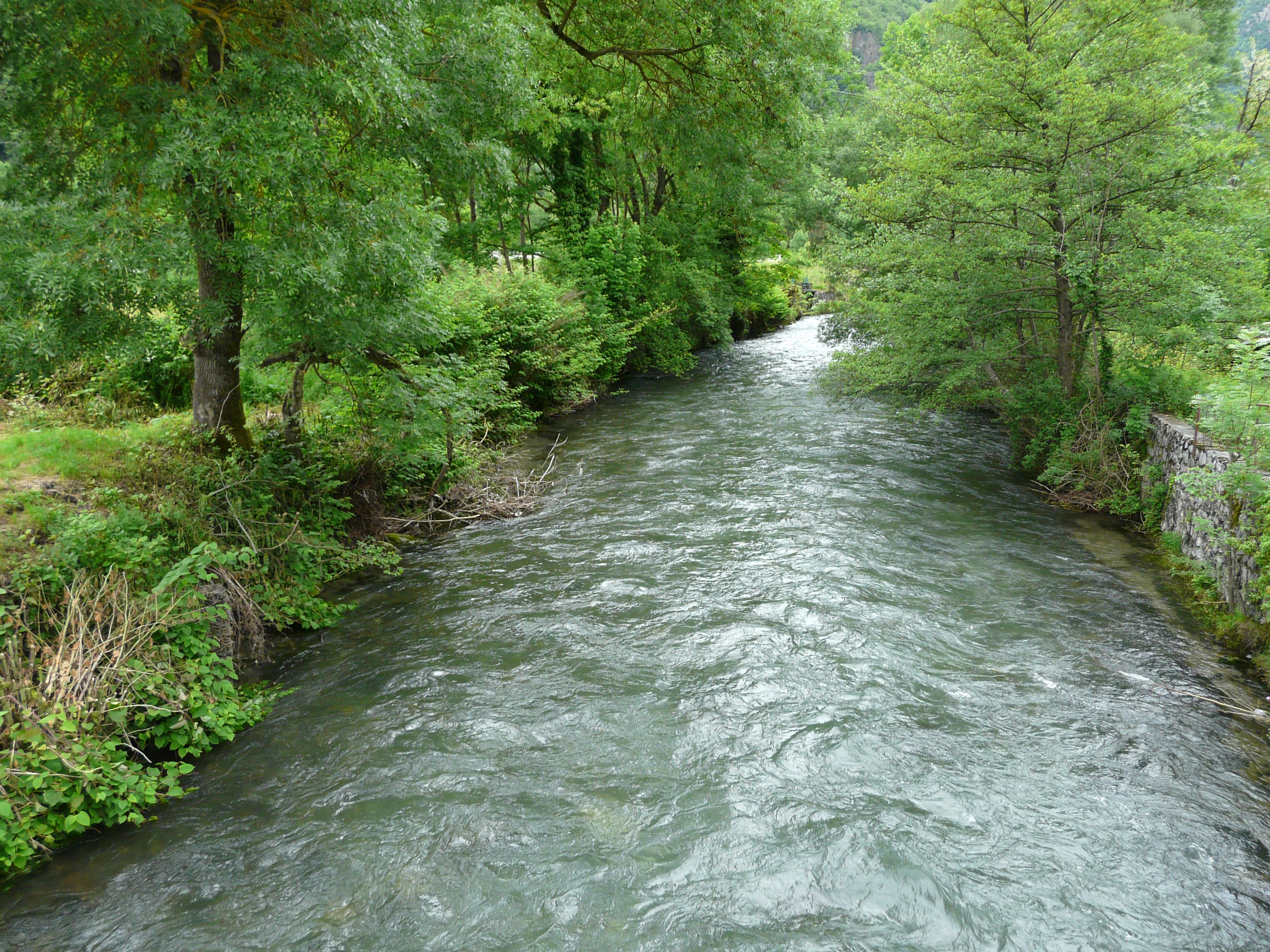
La Pique als límits d'Antinhac i Salas e Pratvièlh.
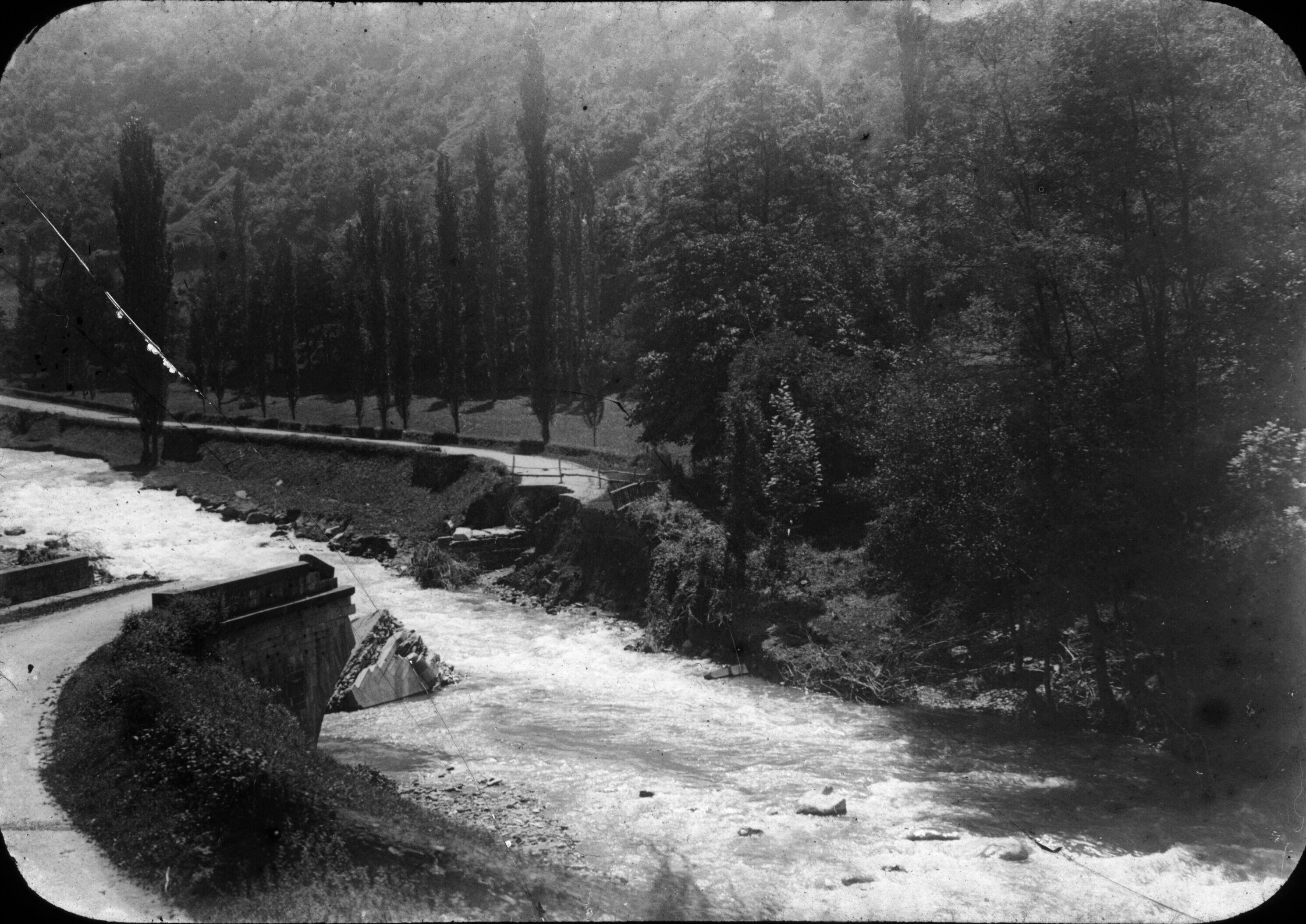
Inundacions del 3 de juliol de 1897.
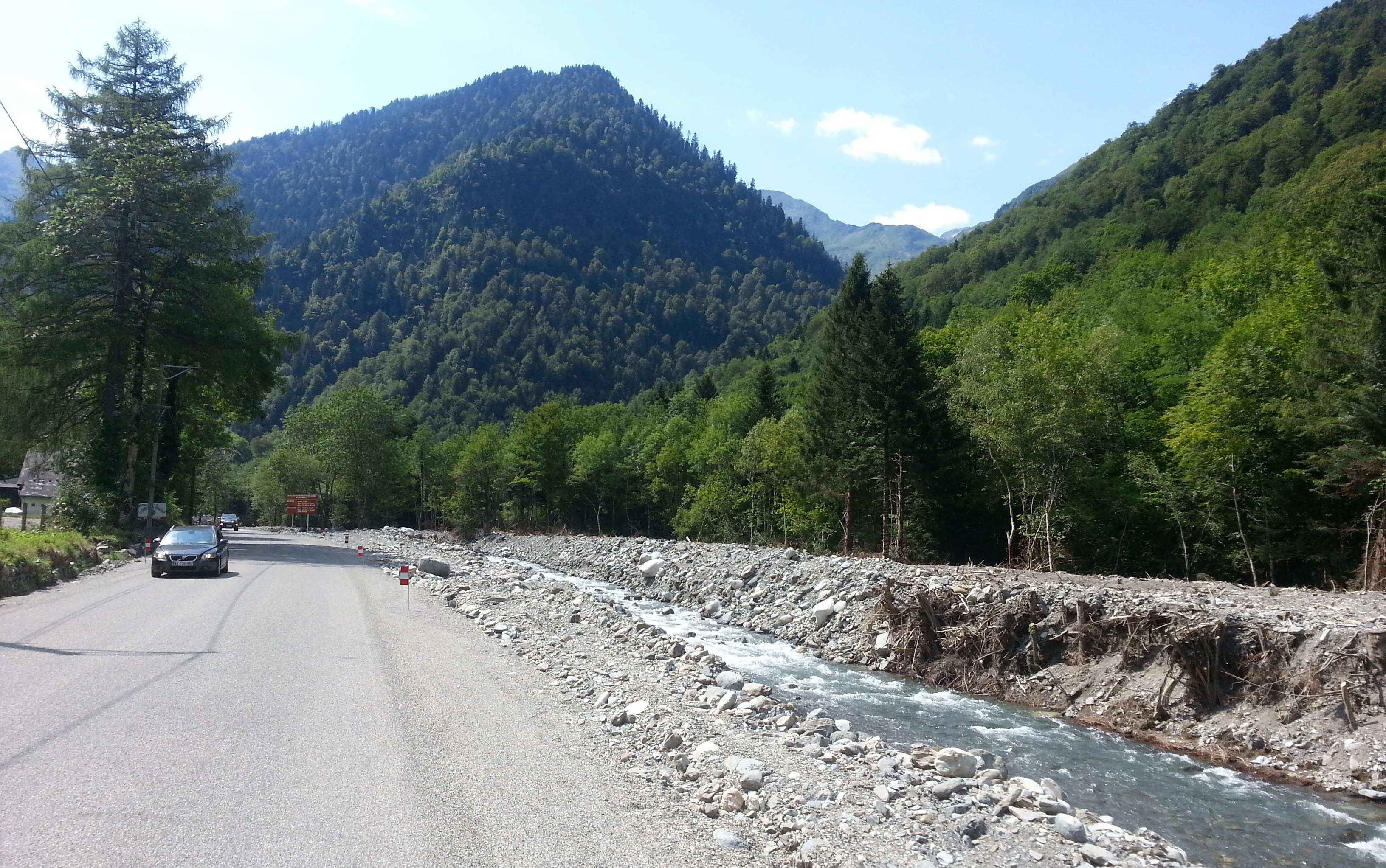
La Pique el 12 d’agost de 2013 al costat de la D 125 reconstruïda després de les inundacions de mitjans de juny de 2013.